# Bataille de Wuhe
Guerre civile chinoise
La bataille de Wuhe (五河战斗) est une bataille disputée dans la région des Cinq Rivières (Wuhe, 五河) dans l’est de l’Anhui. C’est un combat entre les Communistes et les anciens partisans de l’occupation japonaise ralliés au Kuomintang après la Seconde Guerre mondiale. Elle s’inscrit au sein de la guerre civile chinoise, au lendemain de la Seconde Guerre mondiale.

## Bataille
Le 24 août 1945, la Quatrième Division de la Nouvelle Quatrième Armée attaque la ville de Wuhe, dans l’est de l’Anhui après le refus de toute reddition de la part des défenseurs. Ces derniers, anciens collaborationnistes ralliés au Kuomintang à la fin de la Seconde Guerre mondiale, ne font absolument pas le poids face à l’armée ennemie, et la garnison entière, composée de cinq compagnies, est perdue face aux Communistes, qui font plus de 500 prisonnier, y compris le commandant de la garnison. De plus, ils s’emparent de huit mitrailleuses légères et de plus de 400 fusils automatiques.